# 端姑米占再纳阿比丁
端姑米占再纳阿比丁（1962年1月22日—），马来西亚第十三任最高元首、登嘉楼第十九任苏丹。
1962年出生于瓜拉登嘉楼。曾赴澳大利亚墨尔本语言学院深造；1983年毕业于英格兰皇家军事学院。1988年获美国国际欧洲大学国际关系学士学位。
1979年被册封为登嘉楼王储，1986年及1990年曾两次出任登嘉楼州摄政王，1998年其父王端姑玛末驾崩后，于5月14日即位为登嘉樓第十九任苏丹。
1999年4月至2006年12月任马来西亚第十二任副最高元首。2006年12月13日就任第十三任最高元首，2007年4月26日登基，任期五年，至2011年12月12日卸任。
最高元首后端姑诺查希拉（Tuanku Nur Zahira），育有2子2女。
蘇丹端姑米占再纳阿比丁在2017年东南亚运动会馬術項目中獲得兩面獎牌。